# 1248년

## 연호
- 남송(南宋) 순우(淳祐) 8년
- 일본(日本) 호지(寶治) 2년
- 쩐 왕조(陳朝) 티엔응찐빈(天應政平) 17년

## 기년
- 남송(南宋) 이종(理宗) 24년
- 고려(高麗) 고종(高宗) 35년
- 몽골 구유크 칸 3년
- 쩐 왕조(陳朝) 태종(太宗) 24년

## 사건
- 십자군 6차 원정, 이집트 공격 실패